# Костюхнівка
Костюхні́вка — село в Україні, у Маневицькій селищній громаді Камінь-Каширського району Волинської області. Населення становить 446 осіб.

## Географія
Через село тече річка Горбах, ліва притока Стиру.

## Історія
Наприкінці ХІХ ст. в селі 124 дома і 709 жителів, дерев'яна церква, два водяні млини, сукновальня (фолюш).
Під час Першої світової війни в районі Костюхнівки у складі австрійської армії перебували польські легіони Юзефа Пілсудського. Вже на четвертий день Брусиловського прориву 26 травня (8 червня) 1916 р. в районі Костюхнівки і Вульки Галізуйської (тепер с. Березина) тривали запеклі бої.
4 -6 липня 1916 року біля села відбулася Костюхнівська битва — одна з найважливіших під час Брусиловського прориву.
4-6 липня 2016 р. в Маневичах та Костюхнівці відбувалася конференція «Перша Світова війна Волині». Було видано збірник матеріалів конференції [Архівовано 18 січня 2018 у Wayback Machine.].
12 червня 2020 року, відповідно до розпорядження Кабінету Міністрів України № 708-р «Про визначення адміністративних центрів та затвердження територій територіальних громад Волинської області», село увійшло у склад Маневицької селищної громади.
19 липня 2020 року, в результаті адміністративно-територіальної реформи та ліквідації  Маневицького району, село увійшло до складу новоутвореного Камінь-Каширського району.

## Населення
Згідно з переписом УРСР 1989 року чисельність наявного населення села становила 565 осіб, з яких 269 чоловіків та 296 жінок.
За переписом населення України 2001 року в селі мешкали 444 особи.

### Мова
Розподіл населення за рідною мовою за даними перепису 2001 року:
| Мова       | Відсоток |
| ---------- | -------- |
| українська | 99,63 %  |
| російська  | 0,18 %   |

## Футбольний клубЛегія
Між 5 і 15 березня 1916 році військовими Польських Легіонів у Костюхнівці був організований клуб, який отримав назву «Команда Легіонова» (деякі джерела стверджують «Команда Спортова „Легія“». У липні 1916 року у результаті Брусиловського прориву польські війська відступили і клуб перебрався до Варшави. У 1918 році після закінчення війни клуб припинив існування. Згодом клуб ще раз розпадався і відновлювався. Із квітня 1945 року відомий як варшавський футбольний клуб Легія, продовжує виступати в чемпіонатах Польщі в екстраклясі (вища ліга польського чемпіонату), неодноразово займаючи призові місця.